# Giovanni da Verrazzano
Giovanni da Verrazzano (1485 – 1528) olasz tengerész, felfedező. I. Ferenc francia király megbízásából elsőként hajózta végig Észak-Amerika keleti partvidékét Floridától New Brunswick-ig.

## Élete
A történészek többségének véleménye szerint Giovanni da Verrazzano a Firenzétől délre fekvő és a Firenzei Köztársasághoz tartozó Val di Greve-ben született 1485-ben, Piero Andrea di Bernardo da Verrazzano és Fiammetta Cappelli fiaként. Más adatok szerint a franciaországi Lyonban született Alessandro di Bartolommeo da Verrazano és Giovanna Guadagni gyermekeként. Annyi bizonyos, hogy saját magát firenzeinek tartotta és kortársai is annak tekintették. Okleveleken neve latin változata szerepel Janus Verrazanus formában, Rouenben írt végrendeletét pedig Jehan de Verrazane-ként szignálta.
Bár felfedezéseiről részletes leírásokat hagyott hátra, élete csak kevéssé ismert. 1506 után a francia Dieppe kikötővárosban telepedett meg és hajókra szegődött el navigátorként. 1508 körül Thomas Aubert kapitánnyal együtt Amerikába hajózott a La Pensée fedélzetén. Felderítették Új-Fundland és valószínűleg a Szent Lőrinc-folyó környékét is és a halászatnak megfelelő vizeket kerestek. Ezenfelül több utat tett a Földközi-tenger keleti részében. 

### Amerikai expedíciói

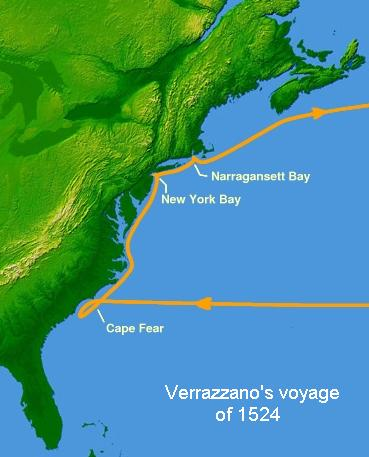
Verrazzano első útja

1522 szeptemberében Magellán expedíciójának túlélői a Föld körbehajózása után visszatértek Spanyolországba. Az új piacok és kereskedelmi útvonalak után áhítozó befektetők és kereskedők kérésére I. Ferenc francia király 1523-ban megbízta Verrazzanót, hogy derítse fel a Florida és Új-Fundland közötti ismeretlen vidéket és lehetőség szerint találjon átjárót a Csendes-óceánra. Néhány hónap alatt felszereltek négy hajót és elindultak Új-Fundland irányába, de a rossz, viharos időjárás miatt két vitorlást is elvesztettek. A megmaradt két hajó, a La Dauphine és a La Normande sérülten tért vissza Bretagne-ba. 1523 végére kijavították a hajókat és újból útra keltek, ezúttal délnyugati irányba, ahol az időjárás kedvezőbb volt, de spanyol és portugál fennhatóság alatt álltak. Kikötöttek Madeirán, ami után a La Normande kénytelen volt hazatérni Franciaországba, Verrazzano pedig a La Dauphine-nal folytatta útját nyugatra. 1524. március 1. körül érték el az észak-amerikai partokat a Floridától északra fekvő Cape Fear-nél. Innen északra fordulva felfedezték a Pamlico Sound lagúnáját a mai Észak-Karolinában. A királyhoz írt levelében Verrazzano azt írta, hogy meggyőződése szerint a Sound már a Csendes-óceánhoz tartozik és innen új útvonal nyitható Kínába. Verrazzano ezen véleménye jól látszik a levelei és térképei alapján készült korabeli térképeken is. 

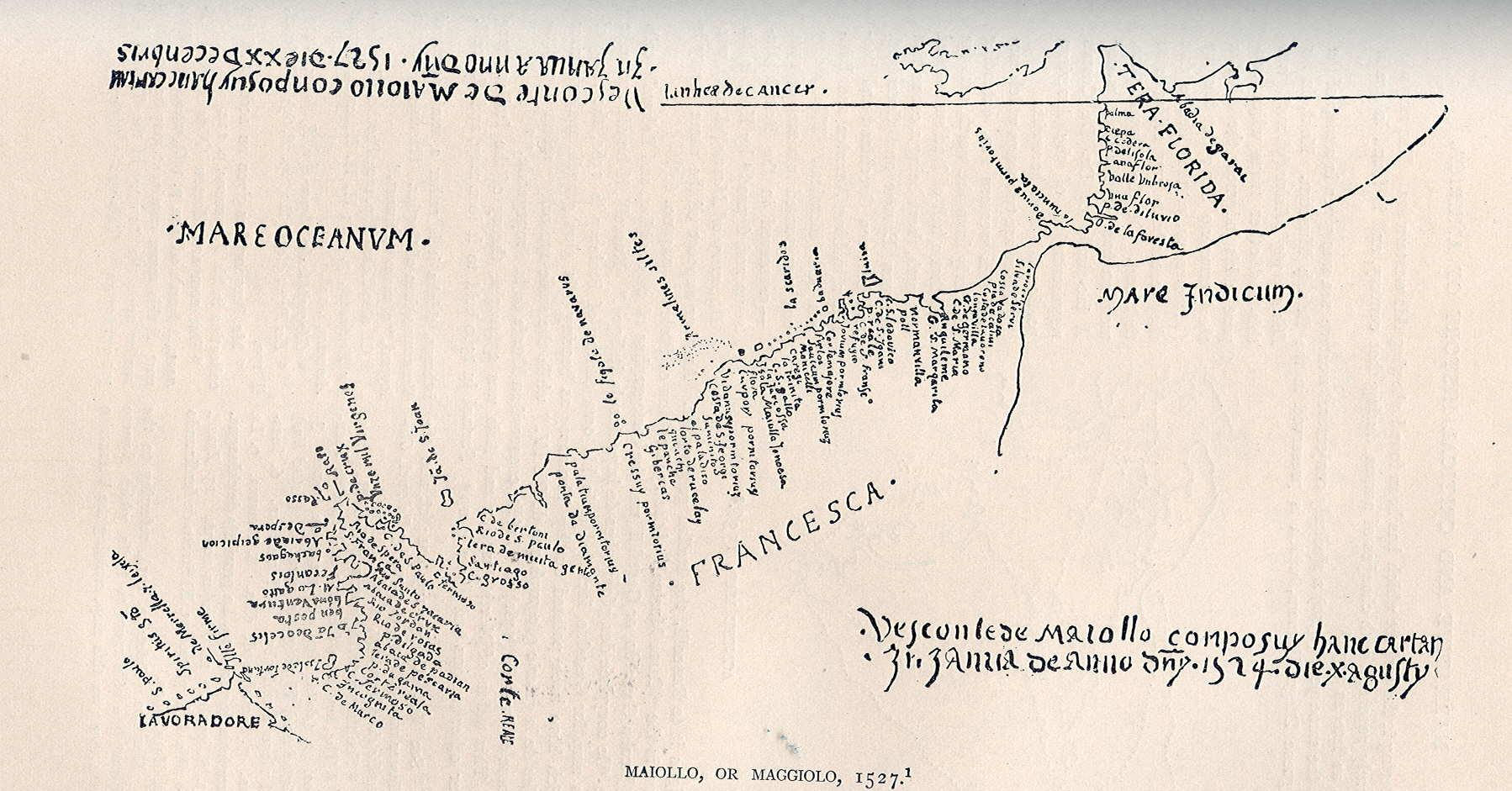
Visconte Maggiolo 1527-es térképe, melyet feltehetően Verrazzano felfedezései alapján készített

Verrazzano tovább hajózott észak felé, ám a Chesapeake-öböl és a Delaware-öböl elkerülte a figyelmét. Első európaiként kikötött a New York-i öbölben és felvette a kapcsolatot a lenape indiánokkal. Leírt egy nagy tavat, ami valójában a Hudson-folyó torkolata volt. Végighajózott Long Island déli partjai mentén és felfedezte a Narragansett-öblöt, ahol wampanoag indiánokkal találkozott. Itt két hétig pihentek, majd továbbmentek északnak a mai Maine, Új-Skócia és Új-Fundland útvonalon. Ezután hazaindultak és 1524 július 8-án visszaérkeztek Franciaországba. Verrazzano az általa felderített földeket megbízója tiszteletére Francescának nevezte el (testvére térképén Nova Gallia, Új-Franciaország szerepel).
1527-ben Jean Ango és Philippe de Chabot pénzügyi támogatásával Verrazzano újabb expedícióra indult, ezúttal Dél-Amerikába. Dieppe-ből indult el az év elején négy hajóval, és bár egyik hajója egy vihar miatt a Zöld-foki szigeteknél odaveszett, a másik három elérte a Dél-Amerikát és szeptemberre brazilfával megrakodva tért vissza Franciaországba.
Bár a csendes-óceáni átjárót most sem találta meg, de az út anyagilag sikeresnek volt mondható, így 1528 elején Verrazzano újabb expedícióra indult. A karibi térségben végighajózott Florida, a Bahamák és a Kis-Antillák szigetei mentén. Az egyik szigetnél (feltehetően Guadeloupe-nál) a parttól jelentős távolságban lehorgonyozta hajóit és kievezett a szigetre. A helybeli karibok rájuk támadtak, megölték és utána megették Verrazzanót. A hajók túl messze voltak ahhoz, hogy a csatába ágyúikkal beleszólhattak volna. Más források szerint a spanyolországi Puerto del Picóban végezték ki kalózkodás vádjával.

## Emlékezete
Jelentős felfedezései ellenére Verrazzano személye fölött sokáig elsiklott a kortársak és az utókor figyelme, az általa adott helynevek és Francesca elnevezés sem maradtak fenn. Abban a korban érte el eredményeit, amikor az azték és inka birodalmak meghódítása és a Föld körülhajózása kötötte le a közvéleményt.
A 19. és 20. században az Egyesült Államok történészei között vita dúlt, hogy elfogadhatóak-e eredetinek Verrazzano levelei, melyekben részletesen leírja az Újvilág földrajzát, lakosait, növényzetét és állatvilágát. Manapság ezeket autentikusnak ismerik el, különösen miután megtalálták I. Ferenc egyik levelét, melyben említi Verrazzano jelentését. Az 1950-es és 60-as években New Yorkban is bekerült a köztudatba, hogy az addigi vélekedéssel szemben nem Henry Hudson, hanem Giovanni da Verrazzano fedezte fel a város helyszínét. Róla nevezték el a Verrazano-Narrows hidat és a Staten Island-ra közlekedő egyik kompot, valamint a Narragansett-öbölben a Jamestown Verrazzano-hidat, Marylandben pedig az Assateague-szigetet a szárazfölddel összekötő Verrazano-hidat. Manhattan legdélibb csücskén, a Battery Parkban Ettore Ximenes olasz szobrász által 1909-ben készített szobor áll emlékére.

## Fordítás
- Ez a szócikk részben vagy egészben  a   Giovanni da Verrazzano című angol Wikipédia-szócikk ezen változatának fordításán alapul.  Az eredeti cikk szerkesztőit annak laptörténete sorolja fel. Ez a jelzés csupán a megfogalmazás eredetét és a szerzői jogokat jelzi, nem szolgál a cikkben szereplő információk forrásmegjelöléseként.